# Cherry County
Cherry County is een county in de Amerikaanse staat Nebraska.
De county heeft een landoppervlakte van 15.438 km² en telt 6.148 inwoners (volkstelling 2000). De hoofdplaats is Valentine.

## Geografie
Qua oppervlakte is de county met afstand de grootste van Nebraska. Cherry ligt in twee tijdzones, hetgeen ongebruikelijk is.

## Bevolkingsontwikkeling

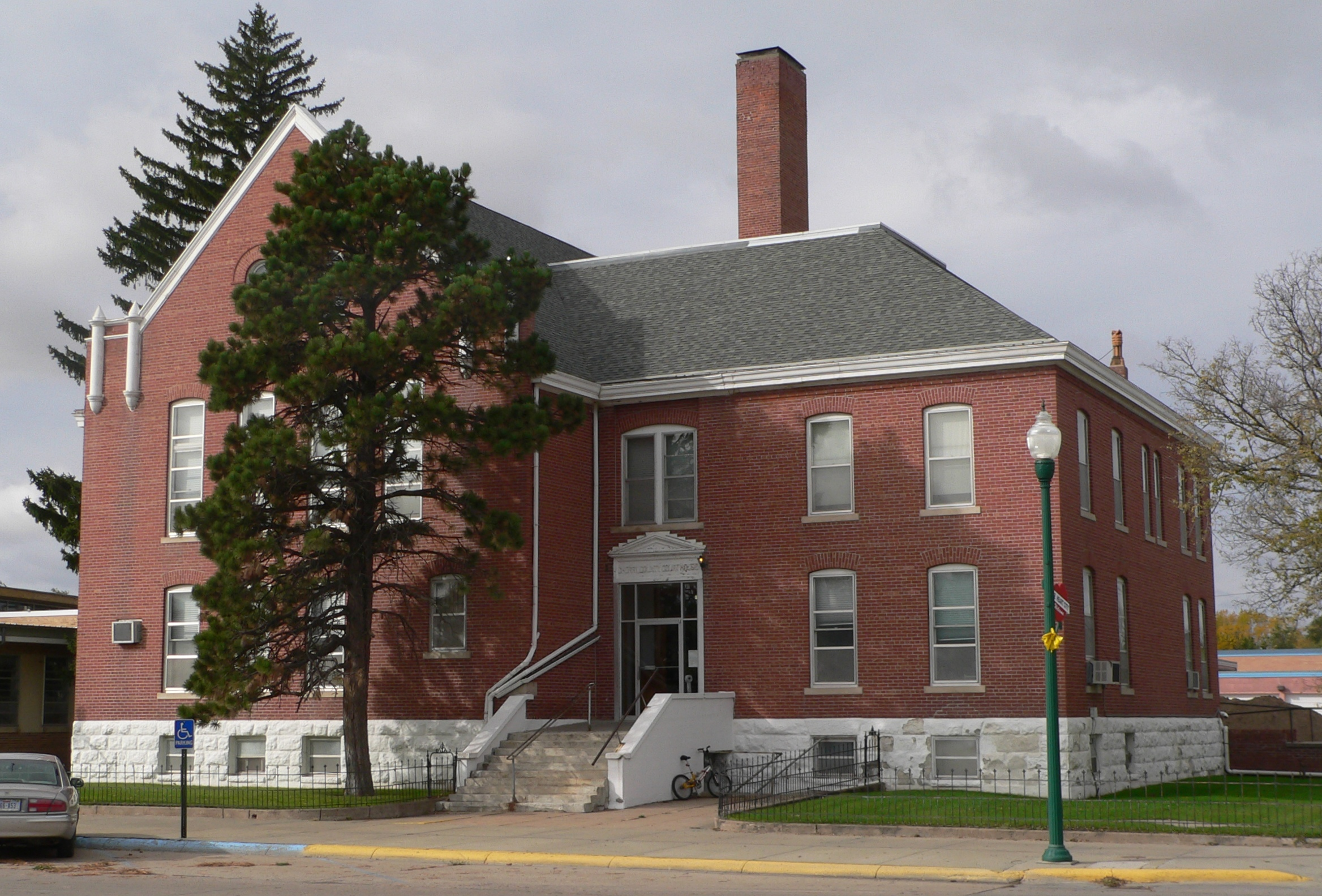
Cherry County Courthouse